# Persone di nome Edmondo
| Questa pagina contiene informazioni ricavate automaticamente dalle voci biografiche con l'ausilio del template Bio e di un bot. L'aggiornamento è periodico e automatico e ricostruisce completamente la pagina. Se manca una persona in questa lista, sei pregato di non aggiungerla, ma accertati piuttosto che la sua voce biografica contenga il template Bio e che i dati anagrafici siano correttamente compilati. Se il template Bio manca, inseriscilo tu stesso o, in alternativa, metti l'avviso {{tmp\|Bio}} che ne segnala la mancanza. Se i dati riportati sono sbagliati, correggi direttamente la voce biografica; le modifiche saranno visibili in questa lista entro pochi giorni. Per chiarimenti vedi il progetto antroponimi. La lista contiene solo le 62 persone che sono citate nell'enciclopedia e per le quali è stato implementato correttamente il template Bio. Pagina aggiornata al 22 lug 2025. |

Questa è una lista di persone presenti nell'enciclopedia che hanno il nome Edmondo, suddivise per attività principale.

## Allenatori di calcio(1)
- Edmondo Fabbri, allenatore di calcio e calciatore italiano (Castel Bolognese, n. 1921 - Castel San Pietro Terme, † 1995)

## Attori(1)
- Edmondo Tieghi, attore italiano (Ferrara, n. 1930 - Roma, † 2004)

## Avvocati(1)
- Edmondo Puecher, avvocato e politico italiano (Rovereto, n. 1873 - Trieste, † 1954)

## Calciatori(10)
- Edmondo Bonansea, calciatore e allenatore di calcio italiano (Sestri Ponente, n. 1917 - † 1989)
- Edmondo Colombi, calciatore italiano (Canegrate, n. 1928)
- Edmondo Della Valle, calciatore italiano (Arce, n. 1904 - Palm Beach, † 1976)
- Edmondo Lorenzini, calciatore italiano (Ancona, n. 1937 - † 2020)
- Edmondo Martin, calciatore italiano (Roure, n. 1904 - Pinerolo, † 1974)
- Edmondo Maturo, calciatore italiano (Pescara, n. 1921)
- Edmondo Mornese, calciatore italiano (Alessandria, n. 1910 - Novara, † 1962)
- Edmundo Rodriguez, ex calciatore messicano (Guadalajara, n. 1970)
- Edmondo Todeschini, calciatore italiano (Milano, n. 1897)
- Edmondo Vitali, calciatore italiano (San Pietro in Casale, n. 1913 - Cento, † 1999)

## Chirurghi(1)
- Edmondo Malan, chirurgo italiano (Torino, n. 1910 - Houston, † 1978)

## Ciclisti su strada(1)
- Edmondo Toccaceli, ciclista su strada italiano (Roma, n. 1913 - Roma, † 1980)

## Circensi(1)
- Fratelli Zacchini, circense italiano (27 marzo, n. 1894 - † 1981)

## Critici letterari(1)
- Edmondo Rho, critico letterario italiano (Torino, n. 1901 - Torino, † 1962)

## Fotografi(1)
- Edmondo Behles, fotografo tedesco (Heidenheim, n. 1841 - Roma, † 1921)

## Generali(1)
- Edmondo Bernacca, generale e meteorologo italiano (Roma, n. 1914 - Roma, † 1993)

## Giornalisti(2)
- Edmondo Berselli, giornalista e scrittore italiano (Campogalliano, n. 1951 - Modena, † 2010)
- Edmondo Peluso, giornalista e antifascista italiano (Napoli, n. 1882 - Krasnojarsk, † 1942)

## Ingegneri(3)
- Edmondo Del Bufalo, ingegnere e politico italiano (Poggio Mirteto, n. 1883 - † 1968)
- Edmondo Sanjust di Teulada, ingegnere e politico italiano (Cagliari, n. 1858 - Roma, † 1936)
- Edmondo Turci, ingegnere e scrittore italiano (Santarcangelo di Romagna, n. 1937)

## Magistrati(2)
- Edmondo Bruti Liberati, magistrato italiano (Ripatransone, n. 1944)
- Edmondo Caccuri, magistrato e politico italiano (Torano Castello, n. 1903 - Roma, † 1959)

## Militari(3)
- Edmondo Buccarelli, militare e patriota italiano (Monteleone, n. 1914 - Coriza, † 1940)
- Edmondo Matter, militare italiano (Mestre, n. 1886 - Opacchiasella, † 1916)
- Edmondo Mazzuoli, militare italiano (Bologna, n. 1889 - Sagrado, † 1915)

## Montatori(1)
- Edmondo Lozzi, montatore e regista italiano (Roma, n. 1916 - Roma, † 1990)

## Nobili(8)
- Edmondo di Scozia, nobile e santo scozzese (Montacute)
- Edmondo de Lacy, nobile inglese (n. 1230 - † 1258)
- Edmondo del Wessex, nobile inglese († 1069)
- Edmondo Mortimer, III conte di March, nobile britannico (Galles, n. 1352 - Cork, † 1381)
- Edmondo Mortimer, V conte di March, nobile britannico (n. 1391 - Irlanda, † 1425)
- Edmondo Mortimer, nobile inglese (Ludlow, n. 1376 - Gwynedd, † 1409)
- Edmondo Plantageneto, conte di Rutland, nobile inglese (Rouen, n. 1443 - Wakefield, † 1460)
- Edmondo Tudor, nobile britannico (Much Hadham, n. 1430 - Carmarthen, † 1456)

## Partigiani(2)
- Edmondo Di Pillo, partigiano italiano (Popoli, n. 1904 - Roma, † 1944)
- Edmondo Riva, partigiano italiano (Monterotondo, n. 1901 - Canneto Sabino, † 1944)

## Pittori(2)
- Edmondo Bacci, pittore italiano (Venezia, n. 1913 - Venezia, † 1978)
- Edmondo Savelli, pittore italiano (Firenze, n. 1916 - Chieti, † 2008)

## Poeti(1)
- Edmondo Dodsworth, poeta e saggista italiano (La Spezia, n. 1877 - La Spezia, † 1950)

## Politici(4)
- Edmondo Cirielli, politico e generale italiano (Nocera Inferiore, n. 1964)
- Edmondo Ferrero, politico italiano (Asti, n. 1924 - Genova, † 2013)
- Edmondo Raffaelli, politico italiano (Allerona, n. 1941)
- Edmondo Roberti di Castelvero, politico italiano (Acqui, n. 1809 - Cagliari, † 1888)

## Presbiteri(1)
- Edmondo De Amicis, presbitero italiano (Torino, n. 1885 - Torino, † 1945)

## Principi(3)
- Edmondo Atheling, principe inglese
- Edmondo Plantageneto, II conte di Cornovaglia, principe britannico (Hertfordshire, n. 1249)
- Edmondo Plantageneto, I conte di Kent, principe inglese (Woodstock, n. 1301 - Castello di Winchester, † 1330)

## Produttori cinematografici(1)
- Edmondo Amati, produttore cinematografico italiano (Roma, n. 1920 - Roma, † 2002)

## Religiosi(1)
- Edmondo di Canterbury, religioso, arcivescovo cattolico e santo inglese (Abingdon-on-Thames, n. 1170 - Soisy-Bouy, † 1240)

## Scrittori(1)
- Edmondo De Amicis, scrittore, giornalista e militare italiano (Oneglia, n. 1846 - Bordighera, † 1908)

## Sindacalisti(1)
- Edmondo Rossoni, sindacalista, giornalista e politico italiano (Tresigallo, n. 1884 - Roma, † 1965)

## Sovrani(3)
- Edmondo dell'Anglia orientale, sovrano e santo britannico
- Edmondo I d'Inghilterra, sovrano inglese (Wessex, n. 921 - Pucklechurch, † 946)
- Edmondo II d'Inghilterra, re inglese (Regno del Wessex, n. 988 - † 1016)

## Storici(1)
- Edmondo Solmi, storico e storico della filosofia italiano (Finale Emilia, n. 1874 - Spilamberto, † 1912)

## Teologi(1)
- Edmondo Lupieri, teologo, biblista e docente italiano (Torino, n. 1950)

## Senza attività specificata(2)
- Edmondo Plantageneto, I conte di Lancaster, conte inglese (Londra, n. 1245 - Bayonne, † 1296)
- Edmondo Plantageneto, I duca di York, duca (Kings Langley, n. 1341 - Kings Langley, † 1402)